# A*E*V*
Le test AEV ou essai AEV est un classement d'étanchéité des menuiseries extérieures à l'air, à l'eau et au vent.

## Perméabilité à l'air
L'étanchéité à l'air est vérifiée en exerçant une pression positive ou négative sur la menuiserie extérieure à tester.

## Étanchéité à l'eau
L'étanchéité à l'eau est vérifiée en arrosant la menuiserie extérieure à l'aide de buses avec un débit de 2 litres/min. Le nombre de buse est défini par la taille de l'élément à tester. Pour réaliser le test, la pression est d'abord augmentée à 500 Pa. La menuiserie extérieure est ensuite arrosée sans pression durant 15 minutes avant de l'augmenter par palier de 5 minutes.

## Résistance au vent
La résistance au vent est vérifiée avec l'aide de plusieurs tests :
- un test de résistance sur l'élément le plus susceptible de se déformer face à des rafales de vent ;
- un essai de 50 cycles en alternant pression et dépression ;
- un essai de perméabilité à l'air ;
- un essai simulant deux fortes ravales de vent[2],[3].